# Lingua gallica
La lingua gallica, chiamata anche, più semplicemente, gallico, è una lingua celtica estinta, un tempo parlata nelle antiche Gallie (corrispondenti oggigiorno a Francia, Italia nord-occidentale, Svizzera, Belgio, Lussemburgo, Germania centro-occidentale e Paesi Bassi meridionali) dal popolo celtico dei Galli; tuttavia, la diffusione capillare del latino volgare compiutasi durante il periodo del Tardo Impero romano finì per scalzarne lo status di prima lingua della maggior parte della popolazione locale, decretandone la scomparsa tra il V secolo e il VI secolo.
Insieme con il celtiberico, parlato nella penisola iberica, e il leponzio, diffuso nella porzione nord-occidentale della Pianura Padana, il gallico è parte del celtico continentale, una suddivisione della famiglia celtica tracciata su base geografica e contrapposta al celtico insulare. Ciononostante, le relazioni linguistiche all'interno del gruppo continentale, tra questo e il ramo insulare, e tra i due sottoinsiemi e la lingua progenitrice non sono ben chiare e sono oggetto di dibattito accademico. Oltre al fatto di essere parafileticamente raggruppato con queste due lingue, questo idioma, in un senso più ampio, può arrivare a comprendere anche il cosiddetto gallico cisalpino, inquantificate varietà di celtico parlate in buona parte dell'Europa centrale e dei Balcani (Pannonia) e solitamente raggruppate nel norico, e il galato della penisola anatolica, considerabili, per somiglianze strutturali e contingenze storico-geografiche, filiazioni dialettali del gallico dovute all'espansione celtica del IV e del III secolo a.C.; infine, l'appartenenza al diasistema gallico del lepontico, lingua più anticamente attestata e con caratteri divergenti dal gallico, non è pacifica ma è stata talvolta postulata.
Questa lingua ci è nota grazie a diverse centinaia di iscrizioni (circa ottocento), spesso frammentarie e a volte non ben conservate o leggibili, realizzate su pietra, su vasi di ceramica e altri manufatti, su monete coniate e talvolta su metallo (generalmente piombo, facilmente incidibile, ma in un caso zinco). Queste si trovano in tutta la Gallia romana (di più recente e più antica conquista, ma anche nell'Italia settentrionale), tuttavia la loro distribuzione varia sensibilmente nel tempo e nello spazio. Le epigrafi galliche consistono principalmente di calendari, resoconti di vasellame e altre merci, monumenti e lapidi funebri (epitaffi), brevi dediche a divinità, iscrizioni su monete, dichiarazioni di proprietà e attestati legali, ma constano anche di altre tipologie di testi, come quelle che sembrano essere tavolette di maledizione.
I caratteri con cui veniva trascritto e tramandato il gallico appartengono a diversi alfabeti, variamente utilizzati a seconda dell'area geografica o delle mutate condizioni storiche: in un primo momento, nella Gallia meridionale veniva usato l'alfabeto greco, importato dalla vicina Massalia, mentre nella Gallia Cisalpina si usava una variante dell'alfabeto italico; in seguito alla conquista romana di queste regioni, l'alfabeto latino divenne la scrittura predominante.

## Storia
Il gallico rappresentò la lingua viva di una reale comunità di parlanti in un periodo compreso tra il VI secolo a.C. e il VI secolo dell'era moderna. Si deve comunque notare che gli estremi di questo intervallo, soprattutto quello relativo agli esordi del gallico, sono ipotetici e non ben definiti.
Le più antiche iscrizioni celtiche continentali risalgono alla fine del VII o all'inizio del VI secolo a.C. e sono in leponzio (da alcuni considerato un dialetto del gallico), trovate in Gallia Cisalpina e scritte in una forma adattata dell'antico alfabeto italico. Le iscrizioni in alfabeto greco del III secolo a.C. che sono state trovate nell'area delle Bocche del Rodano rappresentano le più antiche iscrizioni in lingua gallica, mentre le più tarde iscrizioni della Gallia romana sono per la maggior parte in alfabeto latino e la loro datazione non supera la prima parte del IV secolo.
Anche se cessarono le iscrizioni, la cui interruzione fu probabilmente dovuta a sconvolgimenti politici, impoverimento economico e culturale della Gallia tardoantica e alle migrazioni di popoli barbarici, la lingua continuò a essere usata, specialmente in contesti non urbani, in territori poco raggiunti dalle reti commerciali e dalle vie di comunicazione, e dalle fasce non elitarie della popolazione, dunque laddove la penetrazione del latino risultava più difficile e meno vantaggiosa.
Stando a una testimonianza di Gregorio di Tours (VI secolo d.C.), nelle sue zone erano ancora presenti persone parlanti il gallico.
La lingua gallica ha lasciato numerosi elementi lessicali, grammaticali e sintattici in gran parte delle lingue oggi dette galloromanze, tra cui il gruppo della lingua d'oïl, il gallo, l'arpitano, il ladino, il romancio, il friulano e il gallo-italico.
Oggigiorno la lingua gallica è usata dal gruppo musicale folk svizzero Eluveitie: alcune loro canzoni sono scritte e cantate in lingua gallica, in realtà una forma linguistica "ricostruita" grazie a una collaborazione con l'Università di Vienna.

## Fonologia
- vocali
  - brevi: a, e, i, o u
  - lunghe ā, ē, ī, (ō), ū
- semivocali: w, y
- occlusive
  - sorde: p, t, k
  - sonore: b, d, g
- sonanti
  - nasali: m, n
  - liquide r, l
- sibilanti: s
- affricate: ts

[χ] è allofono di /k/ davanti a /t/.

### Ortografia
Alfabeto di Lugano, usato in Gallia Cisalpina per il lepontico:
A E I K L M N O P R S T Θ U V X Z
L'alfabeto di Lugano non distingue fra occlusive sonore e sorde: ad esempio P rappresenta /b/ o /p/, T sta per /t/ o /d/, K per /g/ o /k/.
Z sta probabilmente per /ʦ/. U /u/ e V /w/ sono distinte. Θ sta probabilmente per /t/ e X per /g/.
Alfabeto greco orientale, usato nel sud della Gallia Transalpina:
α β γ δ ε ζ η θ ι κ λ μ ν ξ ο π ρ σ τ υ χ ω
χ è usato per [χ], θ per /ʦ/, ου per /u/, /ū/, /w/, 
η e ω sia per le brevi che per le lunghe /e/, /ē/ e /o/, /ō/, mentre ι sta per la /i/ breve e ει per /ī/. Notare che il sigma nell'alfabeto greco orientale assomiglia a una C (sigma lunata).
Alfabeto latino (monumentale e corsivo) in uso nella Gallia romana:
A B C D Ð E F G H I K L M N O P Q R S T U V X Z
a b c d ð e f g h i k l m n o p q r s t u v x z
G e K sono talvolta usati in modo intercambiabile. Ð/ð, ds e s possono rappresentare /ʦ/. X, x sta per [χ] o /ks/. EV può essere usato in modo interscambiabile con OV (e.g. L-3, L-12). Q è usata solo raramente (es. Sequanni, Equos) e potrebbe essere un arcaismo. Ð e ð sono qui usate per rappresentare la lettera tau gallicum (Eska 1998), che non è stata ancora codificata da Unicode. Diversamente da Ð, la barra centrale taglia completamente a metà il glifo senza debordare ai lati.

### Leggi fonetiche
- Il gallico settentrionale e orientale cambiò le labiovelari sorde PIE kw in p (da cui celtico-P), uno sviluppo osservato anche nel brittonico (così come in greco e in alcune lingue italiche), mentre l'altro celtico, il celtico-Q, conservò la labiovelare. Perciò nel gallico del nord-est la parola per "figlio" era mapos (Delamarre 2003 pp. 216–217), contro l'irlandese primitivo maqi (Sims-Williams 2003 pp. 430–431). Similmente una delle parole per "cavallo" in gallico del nord-est era epos mentre l'antico irlandese ha ech; il gallico del sud-ovest, invece, aveva eqos, tutte derivate dall'indoeuropeo *ĕkwŏs (Delamarre 2003 pp. 163–164).
- La labiovelare sonora gw divenne w, p. es. uediiumi < gwediūmi "Io prego".
- Il nesso consonantico PIE ds, dz divenne /tz/, scritto ð, p.es. neððamon da *nedz-tamo (antico irlandese nesa, 'più vicino/il più vicino').
- Il dittongo PIE ew divenne ow, e più tardi ō, p. es. *teutā > touta, tōta ("tribù, territorio tribale", da confrontare con l'antico irlandese tuath).

## Grammatica
Sussistevano alcune similitudini di area o areali (o genetiche, vedi italo-celtico) con la grammatica latina, e lo storico francese A. Lot dedusse che questo avrebbe aiutato la rapida adozione del latino nella Gallia romana.

### Casi
Il gallico ha sei o sette casi (Lambert 2003 pp. 51–67). In comune con il latino ha il nominativo, il vocativo, l'accusativo, il genitivo e il dativo; laddove il latino ha un ablativo, il gallico ha uno strumentale e potrebbe avere anche un locativo. Ci sono maggiori evidenze per i casi comuni (nominativo e accusativo) e per i temi comuni (temi in -o- e in -a-) che per i casi meno frequenti nelle iscrizioni, o temi più rari come quelli in -i-, in -n- e in consonante occlusiva. La seguente tabella riassume i suffissi di caso che sono conosciuti con più sicurezza. La casella in bianco significa che la forma non è attestata.
| Caso        | tema in -a | tema in -o |
| ----------- | ---------- | ---------- |
| Nominativo  | Epona      | Maponos    |
| Vocativo    | Epona      | Mapone     |
| Accusativo  | Eponin     | Maponon    |
| Genitivo    | Eponias    | Maponi     |
| Dativo      | Eponai     | Maponu     |
| Strumentale | Eponia     | Maponu     |
| Locativo    |            | Mapone     |

| Caso        | tema in -a | tema in -o |
| ----------- | ---------- | ---------- |
| Nominativo  | Eponias    | Maponi     |
| Vocativo    |            |            |
| Accusativo  | Eponas     | Maponus    |
| Genitivo    | Eponanon   | Maponon    |
| Dativo      | Eponabo    | Maponobo   |
| Strumentale |            | Maponus    |
| Locativo    |            |            |

Di alcuni casi si conosce l'evoluzione storica, ad esempio il dativo singolare con tema in -a- è -ai nelle iscrizioni più antiche, e diventa dapprima -e e infine -i.

### Numerali
Numerali ordinali dal graffito di La Graufesenque:
1. cintux[so (gallese cyntaf, antico irlandese cétae, irlandese moderno 'céad', bretone 'kentañ' = "primo")
2. allos (gallese ail, antico irlandese aile, irlandese moderno 'eile' = altro, bretone 'all'="altro")
3. tritios (gallese trydydd, antico irlandese treide - non esiste in irlandese moderno)
4. pentuar[ios (gallese pedwerydd, antico irlandese cethramad, irlandese moderno 'ceathrú')
5. pinpetos (medio gallese pymhet (e adesso pumed), antico irlandese cóiced, irlandese moderno 'cúigiú')
6. suexos (forse scambiato con suextos, gallese chweched, antico irlandese seissed, irlandese moderno 'séú')
7. sextametos (gallese seithfed, antico irlandese sechtmad, irlandese moderno 'seachtú')
8. oxtumeto[s (gallese wythfed, antico irlandese ochtmad, irlandese moderno 'ochtú')
9. namet[os (gallese nawfed, antico irlandesenómad, irlandese moderno 'naoú', bretone 'navet')
10. decametos, decometos (gallese degfed, antico irlandese dechmad, celtiberico dekametam, irlandese moderno deichniú)

Il gallico era molto più simile al latino di quanto le moderne lingue celtiche non lo siano rispetto a quelle romanze. Basti pensare che i numeri ordinali in latino sono: prímus, secundus/alter, tertius, quártus, quíntus, sextus, septimus, octávus, nónus, decimus.

## Corpus
Il corpus delle iscrizioni galliche è pubblicato nel Recueil des Inscriptions Gauloises (R.I.G.), organizzato in quattro volumi:
1. Vol. 1: iscrizioni in alfabeto greco, a cura di Michel Lejeune (epigrafi da G-1 a G-281)
2. Vol. 2.1: iscrizioni in alfabeto etrusco (lepontico, epigrafi da E-1 a E-6), e iscrizioni in alfabeto latino su pietra (epigrafi da L1 a L-16), a cura di Michel Lejeune
3. Vol. 2.2: iscrizioni in alfabeto latino su utensili (ceramica, piombo, vetro ecc.), a cura di Pierre-Yves Lambert (epigrafi da L-18 a L-139)
4. Vol. 3: i calendari di Coligny (73 frammenti) e di Villards d'Heria (8 frammenti), a cura di Paul-Marie Duval e Georges Pinault
5. Vol. 4: iscrizioni su monete, a cura di Jean-Baptiste Colbert de Beaulieu e Brigitte Fischer (338 epigrafi)

Il più lungo testo conosciuto in gallico fu trovato nel 1983 a L'Hospitalet-du-Larzac, nell'Aveyron. È scritto in alfabeto latino corsivo su due piccoli fogli di piombo. Il documento è composto da due laminette, sovrapposte, messe sull’apertura di una urna cineraria. Il testo intero è costituito da circa 60 linee e 170 parole (o frammenti di parole). È stato scritto da due mani differenti. Il primo testo sembra mettere in scena una lotta tra streghe. La riutilizzazione della lamina sembra avere voluto beneficiare della forza magica del testo precedente, donando più carica al secondo testo, ma la seconda mano sembrerebbe essere meno latinizzata della prima. Per quanto concerne il contenuto, si tratta di un incantesimo magico riguardante una certa Severa Tertionicna e una congrega di streghe (definite mnas brictas, ossia "donne magiche, dotate di poteri magici"), ma il significato esatto del testo rimane sconosciuto.
Il calendario di Coligny fu riesumato vicino a Lione, in Francia, insieme con una statua identificata come Apollo. Il calendario di Coligny è un calendario lunisolare che divide l'anno in due parti con i mesi sottintesi. SAMON "estate" e GIAMON "inverno". La data di SAMON- xvii è identificata come TRINVX[tion] SAMO[nii] SINDIV.
Un altro testo importante è la tavola plumbea di Chamalières (L-100), scritta su piombo in scrittura corsiva latina, in dodici linee, apparentemente una maledizione o un incantesimo indirizzato al dio Maponos. Fu sepolta vicino a una sorgente.
Il graffito di La Graufesenque Archiviato il 5 marzo 2005 in Internet Archive. (Millau), scritto in latino corsivo su un piatto di ceramica, è la nostra più importante fonte per i numerali gallici. Fu probabilmente scritto in una fabbrica di ceramica, riferendosi alle fornaci numerate da 1 a 10.

Le iscrizioni trovate in Svizzera sono rare, però molti toponimi moderni sono derivati da nomi gallici, così come nel resto della Gallia. C'è una statua di una dea seduta con un orso, Artio, trovata a Muri vicino a Berna, con l'iscrizione latina DEAE ARTIONI LIVINIA SABILLINA, che suggerisce un gallico Artiyon- "dea orsa". Un certo numero di monete con iscrizioni galliche in alfabeto greco furono trovate in Svizzera, es. RIG IV Numeri 92 (Lingones) e 267 (Leuci). Una spada risalente al periodo di La Tène fu trovata a Port vicino a Bienne, sulla lama l'iscrizione KORICIOC, probabilmente il nome del fabbro. La più importante iscrizione trovata nella zona elvetica è la tavoletta di zinco di Berna, con l'iscrizione ΔΟΒΝΟΡΗΔΟ ΓΟΒΑΝΟ ΒΡΕΝΟΔΩΡ ΝΑΝΤΑΡΩΡ, e apparentemente dedicata a Gobannus, il dio celtico della metallurgia. Nel suo De bello Gallico, Cesare riferisce che furono trovati tra gli Helvetii resoconti di censimenti scritti in alfabeto greco.